# South Corning
South Corning es una villa ubicada en el condado de Steuben en el estado estadounidense de Nueva York. En el año 2000 tenía una población de 1,147 habitantes y una densidad poblacional de 720.6 personas por km².

## Geografía
South Corning se encuentra ubicada en las coordenadas 42°7′28″N 77°2′8″O / 42.12444, -77.03556.

## Demografía
Según la Oficina del Censo en 2000 los ingresos medios por hogar en la localidad eran de $40,455, y los ingresos medios por familia eran $48,828. Los hombres tenían unos ingresos medios de $33,558 frente a los $28,750 para las mujeres. La renta per cápita para la localidad era de $21,733. Alrededor del 7.8% de la población estaban por debajo del umbral de pobreza.